# Hologagrella
Hologagrella is een geslacht van hooiwagens uit de familie Sclerosomatidae.
De wetenschappelijke naam Hologagrella is voor het eerst geldig gepubliceerd door Roewer in 1910. 

## Soorten
Hologagrella omvat de volgende 7 soorten:
- Hologagrella curvicornis
- Hologagrella curvispina
- Hologagrella luzonica
- Hologagrella minatoi
- Hologagrella normalis
- Hologagrella reticulata
- Hologagrella timorana